# Stadio Dolen Omurzakov
Lo stadio Dolen Omurzakov, già noto come stadio Spartak, è uno stadio multiuso situato a Biškek, in Kirghizistan. Ospita le partite casalinghe del Dordoi Biškek, Alga Biskek e della nazionale kirghiza di calcio. Ha una capienza di 23 000 posti ed è stato inaugurato nel 1927.